# El Castell a través del Mirall
El Castell a través del Mirall (かがみの孤城, Kagami no kojō) és una pel·lícula japonesa dirigida per Keiichi Hara, estrenada l'any 2022. És l'adaptació de la novel·la homònima de Mizuki Tsujimura publicada l'any 2017. El tema principal de l'obra és l'assetjament escolar. El 2024 s'havia d'estrenar als cinemes en català, però no s'hi va arribar a estrenar. El 10 de gener del 2025, però, el doblatge es va acabar publicant a la plataforma AnimeBox, i el febrer del mateix any va sortir en format físic.

## Sinopsi
La Kokoro, una estudiant assetjada, ja no vol tornar a l'escola i es passa els dies a casa. Un dia el mirall de la seva habitació comença a brillar, el travessa i arriba a un castell màgic amb sis alumnes més de la seva edat. Una nena amb una màscara de llop els ofereix un joc: tenen un any per trobar una clau amagada al castell i que els permetrà demanar un desig.

## Repartiment

### Veus originals en japonès
- Ami Tōma: Kokoro
- Kumiko Asō: mare de la Kokoro
- Shingo Fujimori: Ita Sensei
- Rihito Itagaki: Subaru
- Yûki Kaji: Ureshino
- Sakura Kiryu: Aki
- Takumi Kitamura: Rion
- Aoi Miyazaki: Kitajima-sensei
- Minami Takayama: Masamune

## Premis i reconeixements
- Festival Internacional de Cinema d'Animació d'Annecy de 2023: selecció a competició